# 389P/Siding Spring
389P/Scotti, komet Jupiterove obitelji u klasičnom smislu.